# Xuanwu (Peking)
Xuanwu (Vereenvoudigd Chinees: 宣武区, Hanyu pinyin: Xuānwǔ Qū) is een district in de gemeente Peking. Xuanwu ligt in het zuidwesten van de oude stad.
De oppervlakte van het district is 17 km², waarmee het het op twee na grootste van de 4 stadsdistricten binnen de Tweede ringweg van Peking is. Volgens de volkstelling uit 2002 wonen er 410.000 personen.